# Ophiomyia aquilegiana
Ophiomyia aquilegiana är en tvåvingeart som beskrevs av Lundqvist 1947. Ophiomyia aquilegiana ingår i släktet Ophiomyia, och familjen minerarflugor. Arten är reproducerande i Sverige.